# Erich Büchel
Erich Büchel (* 14. Oktober 1952 oder 25. Oktober 1958 in Vaduz) ist ein ehemaliger liechtensteinischer Fussballspieler.

## Karriere

### Verein
In seiner Jugend spielte Büchel für den FC Ruggell, bei dem er dann in den Herrenbereich befördert wurde. Später schloss er sich auf Leihbasis dem Hauptstadtklub FC Vaduz an. Nach seiner Rückkehr zum FC Ruggell wechselte er zum USV Eschen-Mauren. Anschliessend kehrte er wieder zum FC Ruggell zurück, für den er bis zu seinem Karriereende aktiv war.

### Nationalmannschaft
Büchel absolvierte sein einziges Länderspiel für die liechtensteinische Fussballnationalmannschaft am 9. März 1982 beim 0:1 im Freundschaftsspiel gegen die Schweiz.